# Stanisław Lem
Stanisław Herman Lem (pronunciación en polaco: [staˈɲiswaf ˈlɛm]ⓘ; Leópolis, Segunda República polaca, 12 de septiembre de 1921 - Cracovia, 27 de marzo de 2006) fue un escritor polaco cuya obra se ha caracterizado por su tono satírico y filosófico. Sus libros, entre los cuales se encuentran Solaris (1961) y Ciberíada (1965), se han traducido a 40 lenguas y ha vendido 27 millones de ejemplares. Es considerado como uno de los mayores exponentes del género de la ciencia ficción y uno de los pocos escritores que siendo de habla no inglesa ha alcanzado fama mundial en el género.
Sus libros exploran temas filosóficos que involucran especulaciones sobre nuevas tecnologías, la naturaleza de la inteligencia, las posibilidades de comunicación y comprensión entre seres racionales. Así mismo propone algunos elementos de las limitaciones del conocimiento humano y del lugar de la humanidad en el universo. Su encasillamiento como escritor de ciencia ficción se debe a que ocasionalmente, a lo largo de su carrera como escritor, prefirió presentar sus trabajos como obras de ficción o fantasía, para evitar los atavíos del rigor en el estilo académico de escritura y las limitaciones del número total de lectores al que llegarían sus libros si fueran textos «científicos». No obstante, algunas de sus obras están en la forma de ensayos científicos o de libros filosóficos, tales como Summa Technologiae y Microworlds (el último sin traducción al castellano), en las que expresa con rigor sus posturas científicas.

## Biografía
Stanisław Lem nació en Leópolis, que hasta 1939 formaba parte de Polonia (y en la actualidad de Ucrania). Hijo de Sabina Woller y Samuel Lem, otorrino que había sido médico del ejército austrohúngaro, Stanisław terminaría también interesándose por la medicina, e iniciaría sus estudios en la Universidad de Leópolis, pero la Segunda Guerra Mundial le obligaría a interrumpirlos. 

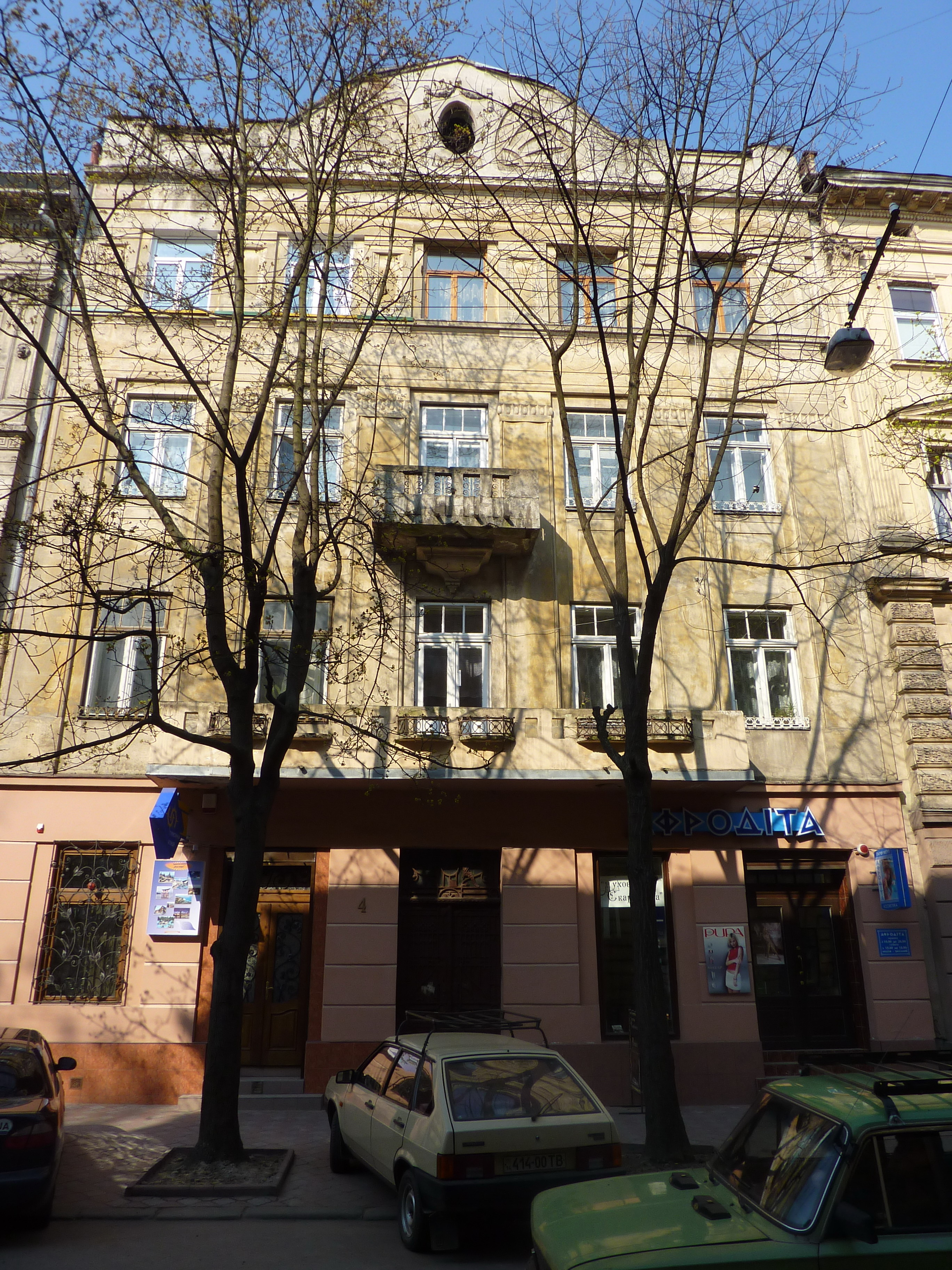
Casa de Leópolis en la que vivió Stanisław Lem.

Durante la guerra fue miembro de la resistencia.  Su núcleo familiar, católico pero de ascendencia judía, se salvó del Holocausto en parte por suerte; no así la mayoría de sus parientes, quienes murieron en los pogromos de Leópolis o ejecutados en Belzec; solamente su primo Marian Hemar sobrevivió.  Con el inicio de la guerra empezó a trabajar de soldador y mecánico, puesto desde el cual realizaba algunas acciones de sabotaje. Sobre esto, él mismo argumentaba irónicamente que su cualificación como soldador era más bien pésima, por lo cual no le suponía ningún esfuerzo el sabotaje. Además, colaboró en el tráfico de armas y municiones para la resistencia polaca. Durante 1942 su familia se salvó de las cámaras de gas de Belzec, gracias a documentación falsa y por huir justo a tiempo del gueto de la ciudad. Dos años después, el ejército de la URSS tomó la ciudad y Stanisław fue "repatriado" en 1946 a Cracovia, donde retomó sus estudios de medicina en la especialidad de psicología. Ese mismo año publicó su primera obra, El hombre de Marte, en una revista juvenil.
En 1948, abandonó la carrera de medicina por sus discrepancias ideológicas, evitando así la incorporación forzosa a filas como médico militar. A pesar de ser socialista, disentía de las ideas de Trofim Lysenko, favorecidas por el dogma oficial, acerca de la herederabilidad de los rasgos adquiridos. Solo recibió un certificado de finalización de estudios. 
Más tarde recibiría graduaciones honorarias del Politécnico de Breslau y de las universidades de Opole, Lwów y Universidad Jaguelónica. Trabajó como ayudante de investigación en una institución científica y comenzó a escribir narraciones breves en su tiempo libre.
En 1948, acaba su primera novela, El hospital de la transfiguración, que no publicará hasta 1955 por problemas con la censura comunista. Su primera obra publicada es Los astronautas (1951), de estilo utópico. Temas e influencias como la cibernética, que defiende Lem, se prohíben por considerarse una influencia negativa originada por el capitalismo. Dos años después se casa con Bárbara, una estudiante de medicina.
Lem escribió principalmente sobre el contacto entre humanos y civilizaciones extraterrestres (Diarios de las estrellas, La voz de su amo, Fiasco), entre humanos y medios extraterrestres, sean en parte obra de culturas (Edén, Diarios de las estrellas), o extraños ecosistemas (El Invencible o Solaris, su novela más conocida), y sobre el futuro tecnológico (Fábulas de robots, Ciberíada, Paz en la Tierra). 
Lem fue miembro honorario de la SFWA (asociación de escritores norteamericanos de ciencia ficción y fantasía) en 1973, pero fue expulsado en 1976 tras declarar que la ciencia ficción estadounidense era de baja calidad literaria y estaba más interesada en el aspecto comercial que en desarrollar nuevas ideas o formas literarias. En 1977, fue reconocido como ciudadano honorario de Cracovia.
Con el colapso del comunismo en 1989, abandona en cierto modo la ciencia ficción y se dedica a escribir informes de análisis para algunos gobiernos y organizaciones sobre el futuro más cercano. Con el desarrollo de internet en la década de los años 90 también planteará en su obra ciertos problemas éticos y tecnológicos causados por esta nueva revolución industrial.
En sus últimos años, fue miembro fundador de la Sociedad Polaca de Astronáutica, y trabajó en áreas como las matemáticas, cibernética y filosofía. Desde 1973 hasta sus últimos años, enseñó literatura polaca en la Universidad de Cracovia. Falleció el 27 de marzo de 2006 en Cracovia a los 84 años de edad, después de una larga enfermedad coronaria.

## Obra

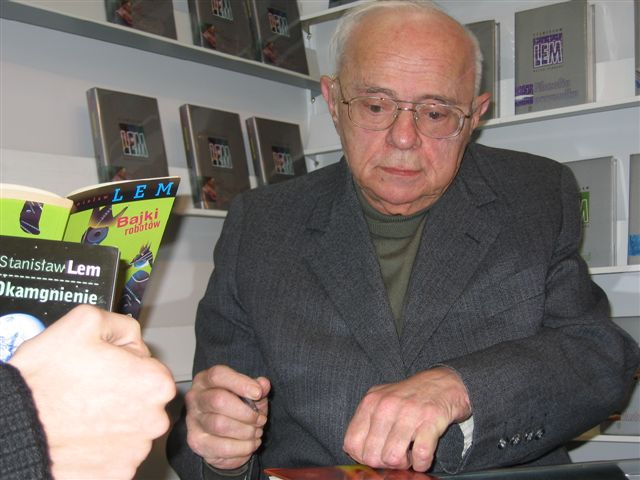
Stanislaw Lem en Cracovia el 30 de octubre de 2005.

Los temas principales de Lem giran alrededor de la cibernética (de la cual era un apasionado) y de la comunicación, tanto entre humanos como con otras formas de vida. Aunque muchas de sus obras tienen un tono humorístico innegable, en la mayoría de ellas se encierra un profundo pesimismo respecto a la condición humana. 
En sus primeras obras sigue la pauta de otros autores socialistas con sendas utopías: Los astronautas (1951) y La nebulosa de Magallanes (1955). Sin embargo, desencantado cada vez más del socialismo, su popularidad le protegería frente a la censura, a la que cada vez desafía más (aunque de forma velada).
Con Diarios de las estrellas (1957) comienza su vena de escritor satírico, aunque siempre guardando un profundo sentido filosófico en sus obras. Además, en ella se introduce el personaje de Ijon Tichy, ese astronauta embarcado en maravillosas (y absurdas) aventuras por todo el espacio y el tiempo, y que repetiría protagonismo en otras obras posteriores.
Tras Edén (1959), vendrá su obra maestra Solaris (1961), novela que le aupará a la fama gracias al premio recibido en 1972 en el festival de Cannes por la adaptación cinematográfica realizada por Andréi Tarkovski. Otra novela destacable es El Invencible (1964), que también trata sobre los problemas de comunicación (y comprensión) con otras formas de vida (o simplemente de existencia).
Con Retorno de las estrellas (1961) se introduce en otro subgénero: el psicológico. Esta novela trata sobre las implicaciones del aislamiento, y de la necesidad que tiene de adaptarse a una sociedad totalmente distinta un astronauta que retorna a la Tierra tras un viaje a la velocidad de la luz. Otros relatos como los recogidos en Relatos del piloto Pirx y Más relatos del piloto Pirx también se adentran en la psicología de sus personajes ante diversas situaciones a cual más desazonante.
Vuelve a la sátira más esperpéntica con Fábulas de robots (1964) y su continuación, Ciberíada (1965), que son como una especie de cuentos o fábulas en los que los protagonistas son robots, y de los que Lem se vale para criticar (veladamente) nuestra sociedad actual. En ella aparecerán también otros dos esperpénticos personajes de su obra humorística: los constructores Trurl y Clapaucio, que a su vez son robots.
La voz de su amo (1968) habla sobre la llegada de un mensaje extraterrestre que intenta ser descifrado por un grupo de científicos. A partir de ahí el autor construye una trama rocambolesca que sirve como ácida crítica del mundo científico actual.
Dentro de su estilo satírico-reflexivo, Lem ha escrito algunas obras, como Vacío perfecto (1971) y Un valor imaginario (1973), consistentes en críticas o prólogos de libros imaginarios. Aparte de considerarse casi "experimentales", tienen el interés de descubrirnos a un Lem no solo como gran conocedor de la ciencia, sino con unas sólidas cultura y formación filósofica.
En Congreso de futurología (1971) retoma a Tichy para situarlo en un congreso de futurólogos. En Memorias encontradas en una bañera (1971) prosigue con su estilo humorístico, especialmente en la introducción, mientras que en La investigación (1959) y en Fiebre del heno (1976) toma elementos de la novela de misterio. Su última novela de ciencia ficción, Fiasco (1986), se considera su novela más reflexiva y madura.

## Títulos y traducciones

### Trayectoria editorial en castellano
La disponibilidad de la obra de Lem en castellano es irregular. Prácticamente el grueso de su obra fue publicado durante finales de los 70 y la primera mitad de los 80 por Carlo Frabetti en la hoy desaparecida Editorial Bruguera, añadiendo unos cuantos títulos más Ediciones Minotauro. Por otro lado, Alianza Editorial publicó un puñado de ellos (algunos reediciones o nuevas ediciones de obras ya publicadas por Bruguera). Las traducciones de sus trabajos de libro general (ensayos científicos y textos filosóficos), escritos entre las décadas de los ochenta y noventa, son escasas en nuestro idioma, por lo cual es conocido por los hispanohablantes como escritor de ficción. 
Hoy Lem está siendo recuperado. Minotauro reeditó obras clásicas, como Solaris, Alianza inició una Biblioteca Lem y están siendo traducidos textos inéditos en castellano; en 2005, Editorial Funambulista publicó Provocación, un ensayo de metaficción, y en 2006 su autobiografía intelectual El castillo alto, que trata de sus primeros años de infancia.
El sello español Editorial Impedimenta ha afrontado la publicación del resto de su obra inédita. En 2008 salió a la luz su primera novela, El hospital de la transfiguración, ambientada en la Polonia ocupada durante la Segunda Guerra Mundial, a la que siguieron sendas reediciones de Vacío perfecto (2008) y Magnitud imaginaria (2010), que antes había sido publicada como Un valor imaginario. En 2011, publicó La investigación, seguida por la primera traducción directa del polaco de Solaris (2011), así como Golem XIV (2012). Posteriormente editó Máscara (2013), Astronautas (2016), La voz de su amo (2017), La fiebre del heno (2018), Provocación (2020) (completando con esta última la tetralogía de obras que conforman la denominada Biblioteca del Siglo XXI: Vacío perfecto, Magnitud imaginaria, Golem XIV y Provocación), El Invencible (2021), El profesor A. Dońda (2021) y Fábulas de robots (2022). Como ya se ha mencionado, se considera que su primera novela es El hospital de la transfiguración (publicada por la editorial en 2008 y reeditada en 2024), que, junto a Entre los muertos (publicada a su vez por esta en 2024) y El regreso (próximamente en Impedimenta), conforman la trilogía Tiempo no perdido.

### Listado de obras
Resaltan como traductores de la obra de Lem al español Jadwiga Maurizio, Matilde Horne, Pilar Giralt Gorina, Joanna Orzechowska, Abel Murcia y Katarzyna Mołoniewicz.
- El hombre de Marte (1946). Człowiek z Marsa
- El hospital de la transfiguración (1948). Szpital przemienienia. Impedimenta, 2008, 2024. ISBN 978-84-935927-6-9
- Entre los muertos (1949). Wśród umarłych. Impedimenta, 2024. ISBN 978-84-19581-41-9
- El regreso (1950). Powrót. Impedimenta, en preparación.
- Los astronautas (1951). Astronauci. Impedimenta, 2016. ISBN 978-84-16542-35-2
- La nebulosa de Magallanes (1955). Obłok Magellana
- Sésamo (1955). Sezam
- Tiempo no derrochado o aprovechado (1955). Czas nieutracony
- Diálogos (1957). Dialogi
- La invasión de Aldebarán (1959). Inwazja z Aldebarana
- La investigación (1959). Śledztwo. Bruguera, 1979; Impedimenta, 2011. ISBN 978-84-15130-10-9
- Edén (1959). Eden. Alianza, 1991. ISBN 84-206-0516-6; Alianza, 2005. ISBN 84-206-5964-9
- Retorno de las estrellas (1961). Powrót z gwiazd. Barcelona, Bruguera, 1983; Alianza, 1993. ISBN 84-206-0647-2
- Memorias encontradas en una bañera (1961). Pamiętnik znaleziony w wannie. Barcelona, Bruguera, 1983; Interzona Editora, 2018. ISBN 978-987-3874-09-3
- Solaris (1961). Solaris. Barcelona, Minotauro, 1977. ISBN 978-84-450-7682-8; Impedimenta, 2011. Versión directa del polaco. ISBN 978-84-15130-09-3
- Fábulas de robots (1964). Bajki robotów. Bruguera, 1981; Impedimenta, 2022. Versión directa del polaco. ISBN 978-84-18668-68-5
- Summa Technologiae (1964). Ediciones Godot, 2017. ISBN 9789874086297
- El Invencible (1964). Niezwyciężony. Buenos Aires, Minotauro, 1978. ISBN 978-84-450-7382-7; Impedimenta, 2021. Versión directa del polaco. ISBN 978-84-17553-93-7
- El castillo alto (1966). Wysoki zamek. Trad. del inglés, Funambulista, 2006. ISBN 978-84-96601-18-5
- Ciberíada (1967). Cyberiada. Barcelona, Bruguera, 1980; Alianza, 1988. ISBN 84-206-0333-3
- Relatos del piloto Pirx (1968). Opowiesci o pilocie Pirxie, 1. Madrid, Alianza, 1991. ISBN 84-206-0521-2
- Más relatos del piloto Pirx (1968). Opowiesci o pilocie Pirxie, 2. Madrid, Alianza, 1991. ISBN 84-206-0527-1
- Aventuras estelares del piloto Pirx (antología de los dos volúmenes originales). Madrid, Alianza, 2005
- La voz de su amo (1968). Głos Pana. Impedimenta, 2017. ISBN 978-84-16542-78-9
- Diarios de las estrellas. Viajes (1971). Dzienniki gwiazdowe. Barcelona, Bruguera, 1979; Madrid, Alianza, ISBN 9788420659749; Barcelona, Edhasa, 2012. ISBN 9788435021265
- Diarios de las estrellas. Viajes y memorias (1971). Dzienniki gwiazdowe. Barcelona, Bruguera, 1979
- Vacío perfecto  (1971). Doskonała Próżnia. Barcelona, Ediciones B, 1988; Impedimenta, 2008. ISBN 978-84-936550-4-4
- Congreso de futurología (1971). Ze wspomnień Ijona Tichego; Kongres futurologiczny. Barcelona, Bruguera, 1981; Interzona Editora, 2015. ISBN 978-987-1920-77-8
- Un valor imaginario (1973). Wielkość urojona. Barcelona, Bruguera, 1983; también como Magnitud imaginaria. Impedimenta, 2010. ISBN 978-84-937601-2-0
- El profesor A. Dońda. De las memorias de Ijon Tichy (1973). Profesor A. Dońda. Ze wspomnień Ijona Tichego. Impedimenta, 2021. ISBN 978-84-18668-19-7
- Rozprawy i szkice (1974)
- Philip K. Dick. Un visionario entre charlatanes (1975). Publicado en Science Fiction Studies edición española revista Gigamesh n.º 7, 1985; también El Péndulo 15, tercera Época, 1985.
- Fiebre del heno (1976). Katar. Bruguera, 1979; Ediciones B, 2000; Punto de lectura, 2002. ISBN 84-663-0619-6; Impedimenta, 2018. ISBN 978-84-17115-49-4
- Golem XIV (1981). Golem XIV. Impedimenta, 2012. ISBN 978-84-15130-40-6
- Regreso a Entia (1982). Wizja Lokalna. Barcelona, Edhasa, 1990
- Provocación (1984). Prowokacja. Funambulista, 2005. ISBN 84-934079-6-8; también como Provocación. Impedimenta, 2020. ISBN 978-84-17553-56-2
- Fiasco (1986). Fiasko. Alianza, 1991. ISBN 84-206-5414-0; Alianza, 2005
- Paz en la tierra (1987). Pokój na Ziemi. Ediciones Cátedra, 2012. ISBN 978-84-376-3062-5
- Máscara (2003). Maska. Impedimenta, 2013. ISBN 978-84-15979-00-5

### Biografía
Su vida ha quedado recogida en una biografía desarrollada en 2017 por el periodista polaco Wojciech Orliński y que publicó así mismo en castellano Impedimenta, en traducción del polaco de Bárbara Gil.
- Lem. Una vida que no es de este mundo (2017). Lem. Zycie nie z tej ziemi. Impedimenta, 2021. ISBN 978-84-18668-13-5

## Adaptaciones
Cine y televisión
- Der Schweigende Stern película dirigida por Kurt Maetzig (República Democrática Alemana y Polonia, 1959)
- Solaris telefilme codirigido por Lidiya Ishimbaeva y Boris Nirenburg (Unión Soviética, 1968)
- Przekładaniec película dirigida por Andrzej Wajda (Polonia, 1968)
- Ikarie XB-1 película dirigida por Jindřich Polák (República Checa, 1968-70)
- Solaris película dirigida por Andréi Tarkovski (Unión Soviética y Japón, 1972)
- Sledztwo película dirigida por Marek Piestrak (Polonia, 1974)
- Szpital przemienienia película dirigida por Edward Zebrowski (Polonia, 1979)
- Test pilota Pirxa película dirigida por Marek Piestrak (Polonia y Unión Soviética, 1979)
- Un si joli village película dirigida por Étienne Périer (Francia, 1979)
- Victim of the Brain película dirigida por Piet Hoenderos (Países Bajos, 1988)
- Marianengraben película dirigida por Achim Bornhak (Alemania, 1994)
- Solaris película dirigida por Steven Soderbergh (Estados Unidos, 2002)
- Ijon Tichy: Raumpilot serie de televisión dirigida por Randa Chahoud, Dennis Jacobsen y Oliver Jahn (Alemania, 2007-2011)
- The Congress película dirigida por Ari Folman (2013)

Cómic
- Érase una vez en el futuro por Carlos Giménez, España: álbum de ciencia ficción que reúne cuatro historietas en blanco y negro, de las que dos son adaptaciones de pasajes de Diarios de las estrellas: se titulan El misionero y Agonalia. Las historietas de este álbum fueron publicadas previamente, en 1979, en la revista española 1984.